# Imunidade humoral
Imunidade humoral é uma subdivisão da imunidade adquirida onde a resposta imunológica é realizada por anticorpos. Estes anticorpos são secretados por plasmócitos (células derivadas dos linfócitos B) após detectarem a presença de antígenos, ou após serem estimulados por meio de citocinas liberadas pelos linfócitos T.
É importante no combate a micro-organismos e pode ainda haver participação de mastócitos/basófilos, com eliminação de grânulos contendo substâncias com atividade microbicida.
Tipos de imunidade humoral:
Ativa natural: adquirida através de doença clínica ou sub-clínica
Ativa artificial: adquirida por meio de vacinas
Passiva natural: passagem de IgG por meio da placenta (congênita)
Passiva artificial: passagem de anticorpos prontos (Ex. soro antitetânico)

## Classes
A imunidade humoral possui 5 classes. 
- A IgM que tem a resposta imune primária, alto peso molecular, restrita ao espaço intra-vascular e faz a defesa no sangue.

- A IgD que é o BCR no linfócito B.

- A IgG que possui 4 subclasses, IgG1, IgG2, IgG3, IgG4. Estão presentes no sangue, linfa, líquido peritonial, LCR. Opsonização, ativa sistema do complemento, neutraliza toxinas e vírus. IgG é o único transplacentário.

- A IgA que é encontrada na superfície de mucosas.

- A IgE que está relacionada a alergias e infecções parasitarias, baixo nível no soro, alta afinidade para receptoras de mastócitos e basófilos, estes liberam a heparina, leucotrienos e histamina, que tem alto fluxo e permeabilidade capilar.